# Massay
Massay ist eine französische Gemeinde mit 1.347 Einwohnern (Stand 1. Januar 2022) im Département Cher in der Region Centre-Val de Loire; sie gehört zum Arrondissement Vierzon und zum Kanton Mehun-sur-Yèvre. Die Bewohner werden Massayais und Massayaises genannt.

## Lage
An der östlichen Gemeindegrenze verläuft der Arnon mit seinen Nebenarmen, in den hier der Herbon einmündet.

## Bevölkerungsentwicklung
| Jahr      | 1962 | 1968 | 1975 | 1982 | 1990 | 1999 | 2012 | 2020 |
| Einwohner | 1258 | 1324 | 1251 | 1339 | 1354 | 1335 | 1428 | 1353 |

## Sehenswürdigkeiten
- Kapelle Saint-Loup (12. Jahrhundert) der ehemaligen Abtei Saint-Martin, seit 1889 als Monument historique klassifiziert
- Ehemalige Abteikirche (12/15. Jahrhundert), heute Pfarrkirche Saint-Paxent, teilweise seit 1889 als Monument historique klassifiziert, andere Teile seit 2017 eingeschrieben
- Kapitelsaal (13. Jahrhundert), seit 1915 als Monument historique klassifiziert

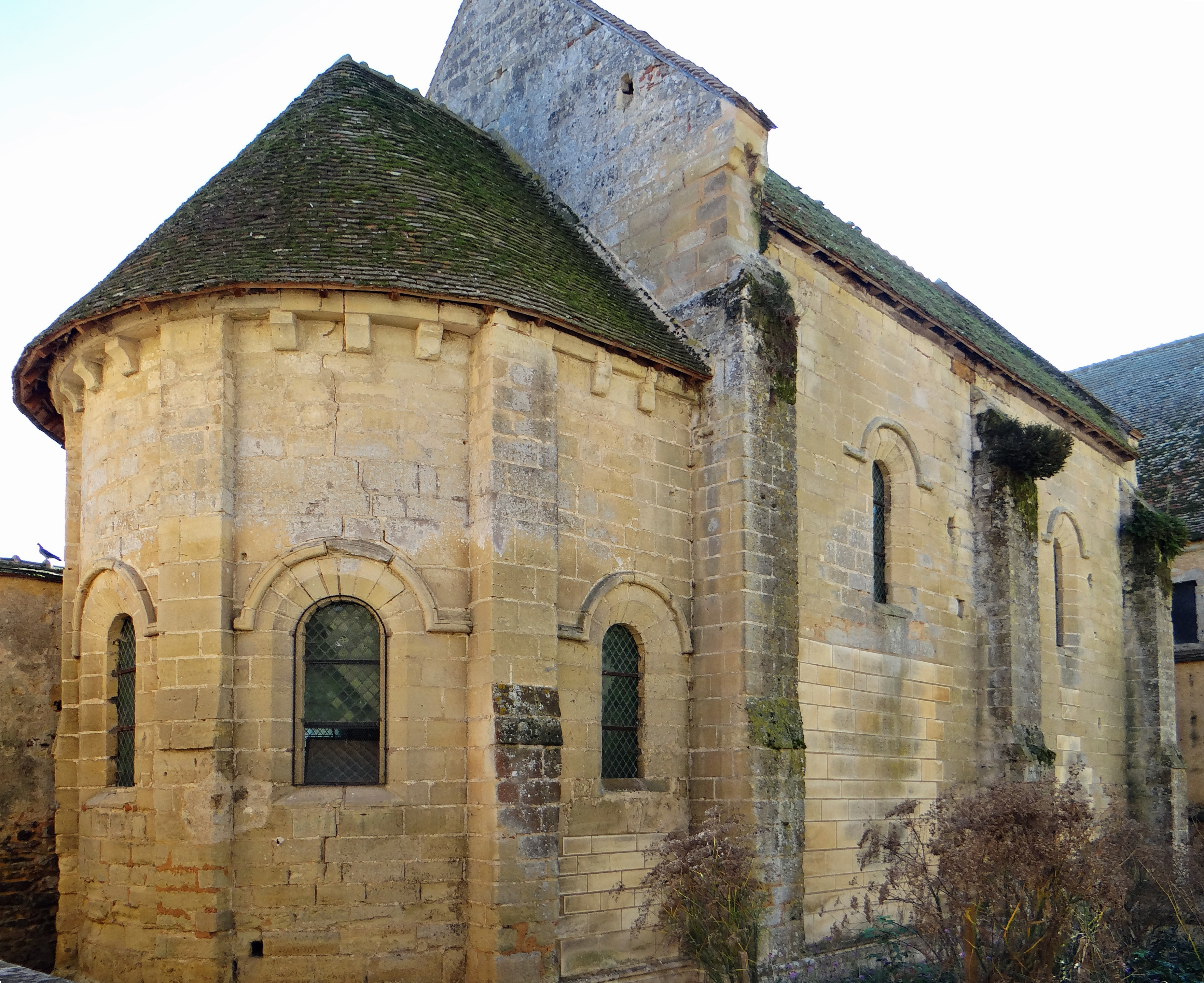
Kapelle Saint-Loup
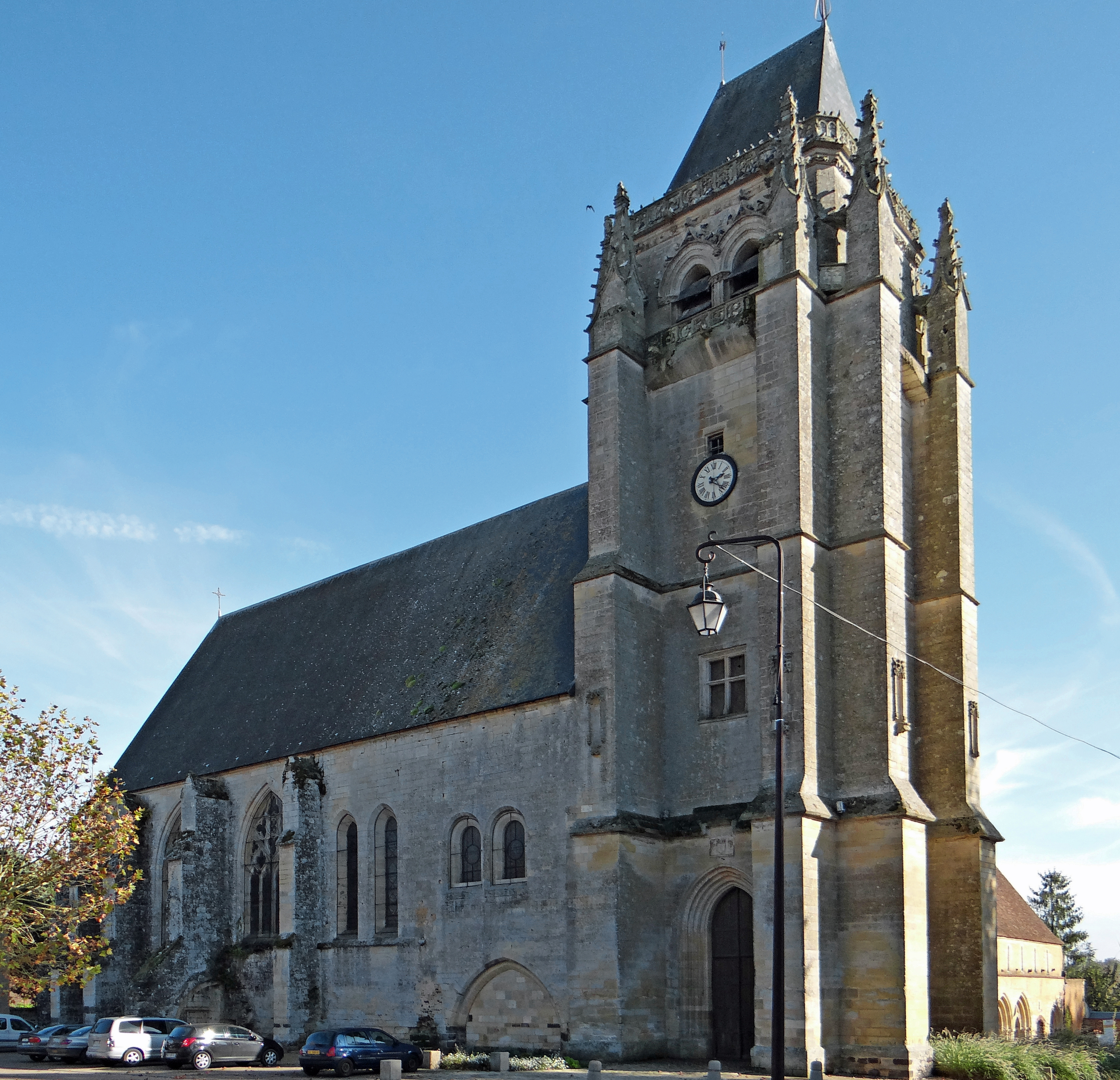
Ehemalige Abteikirche
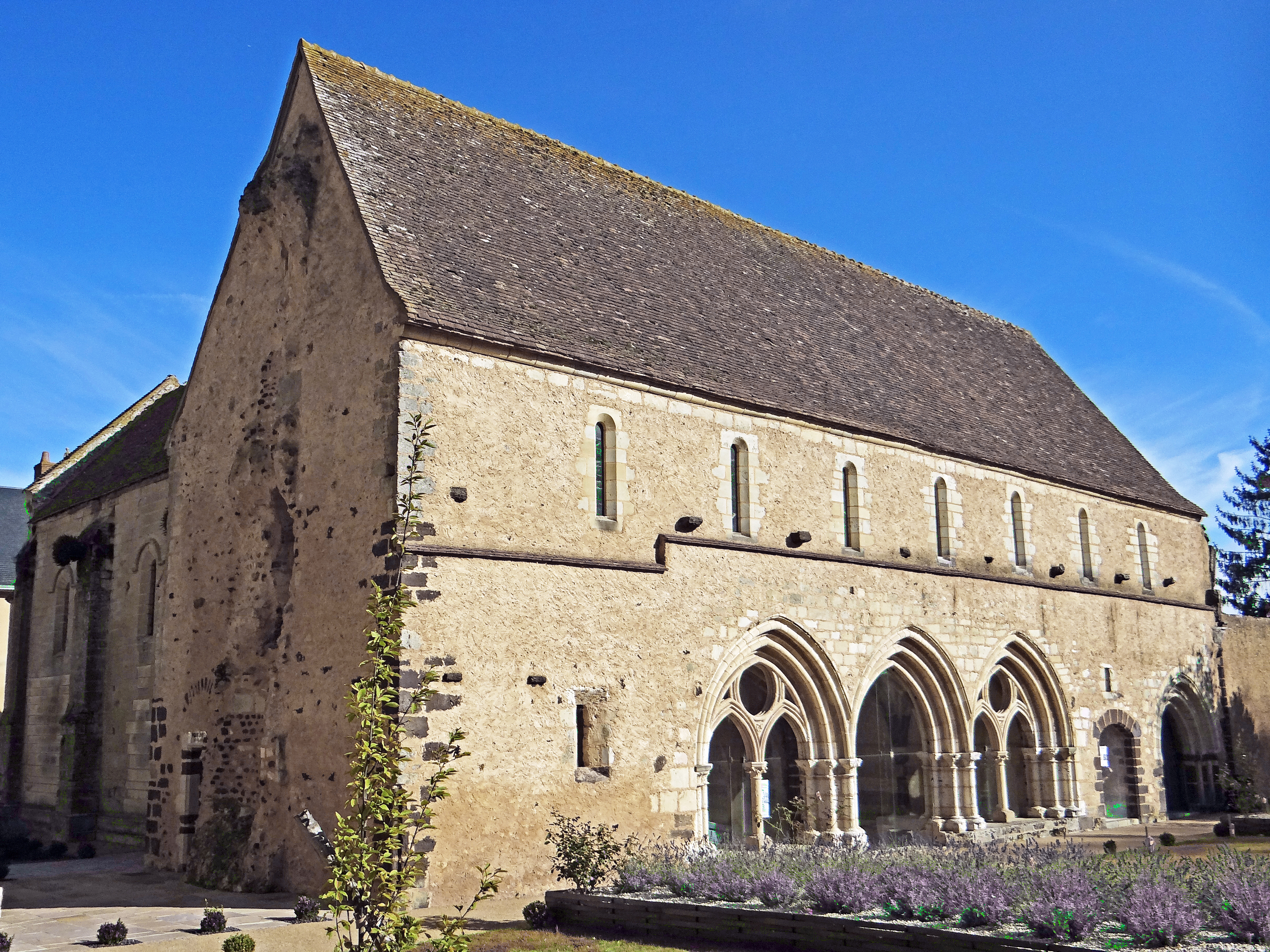
Kapitelsaal